# 알이맘 알리 여단
알이맘 알리 여단(كتائب الإمام علي, Kata'ib al-Imam Ali)은 이슬람 이라크 운동 정당의 무장 단체로, 이란의 지원을 받고 있는 단체로 알려져 있다. 인민동원군의 일원으로 카타이브 알이맘 알리는 ISIL에 맞서, 이라크 내전에 참여하고 있다.

## 역사
카타이브 알이맘 알리는 2014년 6월 이슬람 이라크 운동의 무장 단체로 등장했다. 이라크에서 수니파 아랍인들과의 충돌로 대규모의 시아파 기계화부대가 등장하는 것과 관련이 있었던 카타이브 알이맘 알리는 이라크의 시아파 이슬람 조직, 정당, 무장단체와 연합을 꾀하며 이란의 쿠드스군과도 동맹을 맺고자 했다. 지도자였던 시블 알자이디는 사르디스트 운동과 연관되어 있었으며 반미단체였던 메흐디 민병대의 일원이었다. 카타이브 알이맘 알리는 인민동원군의 지도자인 아부 마흐디 알무한디스의 호의를 만끽하기도 했다. 이러한 지지층 덕분에 카타이브 알이맘 알리는 무장이 잘 되어 있고, 베테랑 용사들은 징집할 수 있었다.
중점적으로, 카타이브 알이맘 알리는 아시리아 기독교 집단과도 연계 시도를 하여 시아파 이슬람과 크리스트 교도들과의 관계를 회복하려 했다. 이는 모술 함락 당시 쿠르드 자치구의 크리스트교도들이 배신을 했다는 의혹이 있었기 때문이다. 이러한 시도로 "마리아의 아들 예수의 혼 대대"라는 소규모 기독교 부대가 창설되기도 했다. 2014년 말, 아부 아즈라엘은 도끼와 검, 기관총으로 무장한체 언론에 등장해 화제가 되기도 했다.
2015년 카타이브 알이맘 알리는 사디야 자이나브 모스크를 지키기 위해 시리아에 군대를 파견했다는 의혹이 있었으며 제2차 티그리트 전투에 참여하기도 했다. 2016년 초 부대원들 중 일부가 팔미라 공세에 관여되었다. 이후 대대는 모술 전투와 알레포 공세에 참여했다.

## 같이 보기
- 인민동원군